# واتش ذيم رول
واتش ذيم رول (Watch Them Roll)، هي أغنية للفنان شون بول صدرت في 2007. من كتابة شون بول وجيسون بول وستيفن ماكروغر، وإنتاج تسجيلات أتلانتيك.
كان من المفترض أن تصدر الأغنية في ألبوم Imperial Blaze لكنها ظهرت في الألبوم التجميعي Reggae Gold 2007.